# Renée Simonot
Renée Simonot (* 10. September 1911 in Le Havre als Jeanne Renée Deneuve; † 11. Juli 2021 in Paris) war eine französische Schauspielerin und Synchronsprecherin. Die Schauspielerinnen Catherine Deneuve (* 1943) und Françoise Dorléac (1942–1967) sind ihre Töchter.

## Leben
Jeanne Renée Deneuve wurde 1911 in Le Havre geboren. Sie gab ihr Debüt als Schauspielerin 1918 im Alter von sieben Jahren am Pariser Théâtre National de l’Odéon, bei dem sie 28 Jahre lang aktiv blieb. Als Bühnennamen wählte sie Simonot aus, den Namen eines mit ihrer Familie befreundeten Opernsängers.
Zu Simonots ersten großen Rollen am Pariser Odéon gehörte 1921 die der Cosette in der Bühnenfassung von Victor Hugos Die Elenden (Les Misérables), welche von Paul Meurice und Victor Hugos Sohn Charles verfasst wurde.
Neben ihrer Tätigkeit als Schauspielerin begann Simonot mit Aufkommen des Tonfilms Anfang der 1930er Jahre auch als Synchronsprecherin für US-amerikanische Filme zu arbeiten. So war sie unter anderem die französische Stimme von Olivia de Havilland, Donna Reed (darunter in Ist das Leben nicht schön?), Judy Garland (in Der Zauberer von Oz) und Jeanne Crain sowie zahlreichen anderen Schauspielerinnen in bekannten Filmklassikern.
1937 bekam Simonot eine uneheliche Tochter mit dem Schauspieler Aimé Clariond. 1940 heiratete sie den Schauspieler Maurice Dorléac, mit dem sie drei weitere Töchter bekam: Die bei einem Autounfall ums Leben gekommene Françoise Dorléac (1942–1967), Catherine Deneuve (* 1943) und Sylvie Dorléac (* 1946). Zu ihren Enkeln zählen Christian Vadim und Chiara Mastroianni. Simonot blieb mit Maurice Dorléac bis zu dessen Tod im Jahre 1979 verheiratet.
Die von Catherine Deneuve verkörperte Hauptfigur der Familienmatriarchin Andréa im September 2019 erschienenen Film Fête de famille ist laut Aussage Deneuves an ihre Mutter Renée Simonot angelehnt.
Simonot starb im Juli 2021 im Alter von 109 Jahren; bis zu ihrem Tod lebte sie in Paris.

## Theatrografie (Auswahl)
- 1921: Die Elenden von Paul Meurice und Charles Hugo, Odéon – Théâtre de l’Europe
- 1922: Molière von Henry Dupuy-Mazuel und Jean-José Frappa, Odéon – Théâtre de l’Europe (Regie: Firmin Gémier)
- 1928: La Belle Aventure von Gaston Arman de Caillavet, Robert de Flers und Étienne Rey, Odéon – Théâtre de l’Europe
- 1932: Le Favori von Martial Piéchaud, Odéon – Théâtre de l’Europe
- 1934: Jeanne d’Arc von Saint-Georges de Bouhélier, Odéon – Théâtre de l’Europe

## Synchronrollen (Auswahl)
Olivia de Havilland
- 1940: Land der Gottlosen als Kit Carson Holliday
- 1946: Devotion als Charlotte Brontë
- 1946: Der schwarze Spiegel als Terry & Ruth Collins

Judy Garland
- 1939: Der Zauberer von Oz als Dorothy Gale

Donna Reed
- 1946: Ist das Leben nicht schön? als Mary Hatch Bailey
- 1947: Taifun als Marguerite

Jeanne Crain
- 1955: Mit stahlharter Faust als Reed Bowman
- 1962: Pontius Pilatus – Statthalter des Grauens als Claudia Procula

### Filme
- 1932: Elissa Landi in Im Zeichen des Kreuzes als Mercia
- 1932: Helen Hayes in In einem anderen Land als Catherine Barkley
- 1939: Maureen O’Hara in Riff-Piraten als Mary
- 1942: Frances Gifford in Tarzan und die Nazis als Zandra
- 1948: Ann Richards in Du lebst noch 105 Minuten als Sally Hunt
- 1949: Olive Deering in Samson und Delilah als Miriam
- 1950: Jane Wyman in Die Glasmenagerie als Laura Wingfield
- 1952: Marcy McGuire in Schrecken der Division als Julia Loring
- 1954: Mae Clarke in Die wunderbare Macht als Mrs. Miller
- 1955: Luisella Boni in Land der Pharaonen als Kyra
- 1955: Angela Lansbury in Der Hofnarr als Prinzessin Gwendolyn
- 1957: Betsy Palmer in Stern des Gesetzes als Nona Mayfield
- 1959: Sara Shane in Tarzans größtes Abenteuer als Angie
- 1960: Patricia Hitchcock in Psycho als Marions Bürokollegin
- 1968: Irene Dailey in Bizarre Morde als Mrs. Fitts